# 杰尼索沃农村居民点
杰尼索沃农村居民点（俄语：Денисовское сельское поселение）是俄罗斯联邦弗拉基米尔州戈罗霍韦茨区所属的一个农村居民点。其下辖有53个居民点，行政中心为普罗列塔尔斯基。据2016年统计，该农村居民点的人口为2765人。